# San Paolo d'Argon
San Paolo d'Argon est une commune italienne de la province de Bergame, dans la région Lombardie.

## Administration
| Période                                  | Période | Identité | Étiquette | Qualité |
| ---------------------------------------- | ------- | -------- | --------- | ------- |
|                                          |         |          |           |         |
| Les données manquantes sont à compléter. |         |          |           |         |

### Communes limitrophes
Albano Sant'Alessandro, Cenate Sotto, Gorlago, Montello, Scanzorosciate, Torre de' Roveri, Trescore Balneario

## Personnalités liées
- Rebecca Frassini (1988-), femme politique